# Canton de La Celle-Saint-Cloud
Le canton de La Celle-Saint-Cloud est une ancienne division administrative française, située dans le département des Yvelines et la région Île-de-France.

## Composition
Le canton de La Celle-Saint-Cloud comprenait deux communes jusqu'en mars 2015 :
- Bougival : 8 432 habitants,
- La Celle-Saint-Cloud : 21 527 habitants.

## Représentation
| Période | Période      | Identité             | Étiquette    | Qualité                                                                                                 |
| ------- | ------------ | -------------------- | ------------ | --- |
| 1964    | 1984 (décès) | Lucien-René Duchesne | DVD puis RPR | Directeur des services à la Chambre de Commerce international Maire de La Celle-Saint-Cloud (1959-1981) |
| 1984    | 2004         | Jean-Louis Gasquet   | RPR          | Ingénieur technico-commercial Maire de La Celle-Saint-Cloud (1981-1995)                                 |
| 2004    | 2015         | Olivier Delaporte    | UMP          | Conseiller à la Cour des comptes Maire de La Celle-Saint-Cloud depuis 1998                              |

## Démographie
| 1968   | 1975   | 1982   | 1990   | 1999   | 2006   | 2011   | 2012   |
| ------ | ------ | ------ | ------ | ------ | ------ | ------ | ------ |
| 33 131 | 34 295 | 31 799 | 31 386 | 29 959 | 29 620 | 29 653 | 29 630 |